# ورزشگاه سوفای
ورزشگاه سوفای (انگلیسی: SoFi Stadium) یک مجموعه ورزشی و تفریحی در اینگلوود، کالیفرنیا، ایالات متحده آمریکا است. این ورزشگاه که در سال ۲۰۲۰ افتتاح شده دارای ۷۰٬۲۴۰ نفر ظرفیت است و برای مسابقات فوتبال، فوتبال آمریکایی و کنسرت‌های موسیقی مورد استفاده قرار می‌گیرد.

## نگارخانه

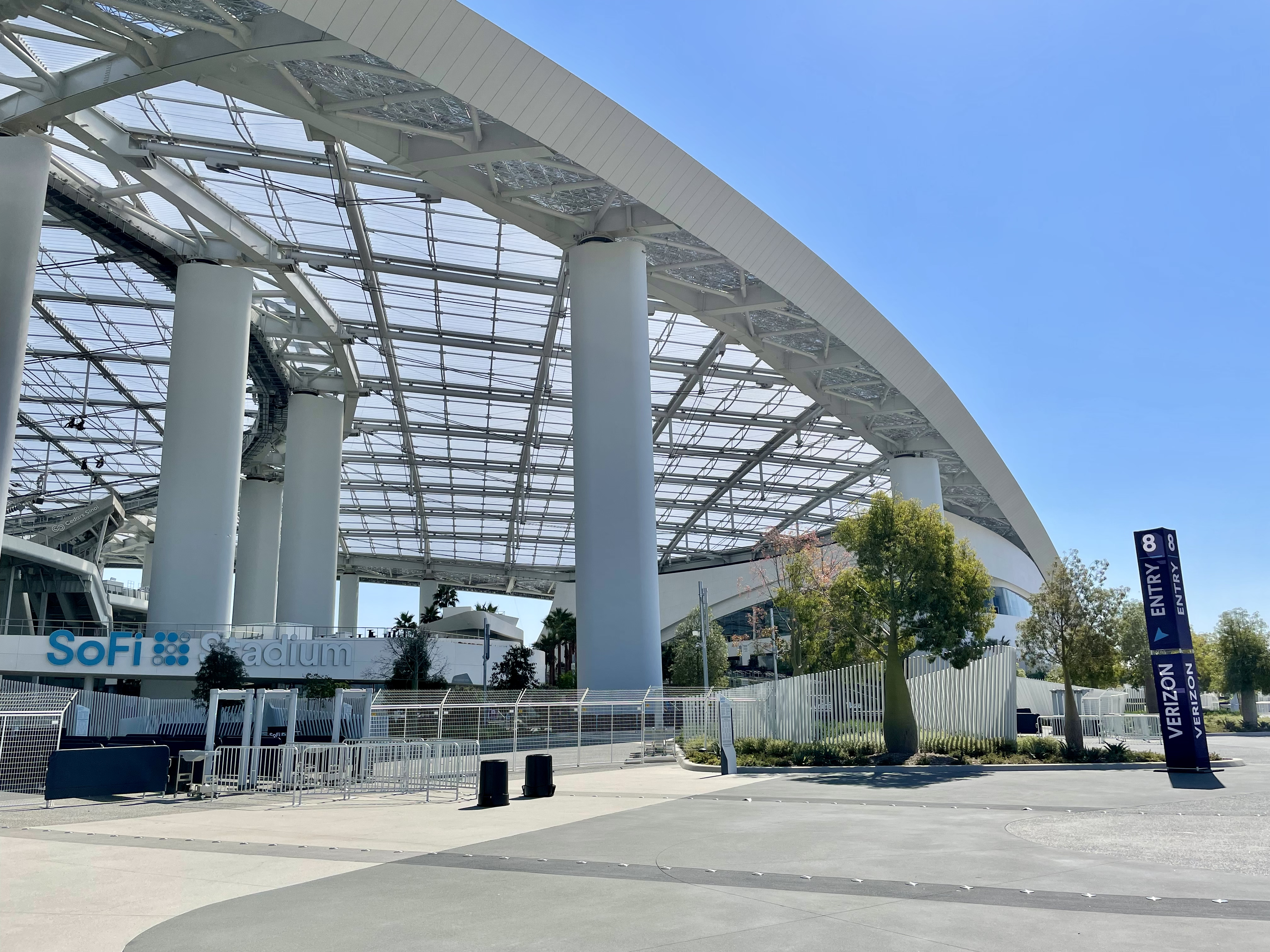
ورودی جنوب غربی
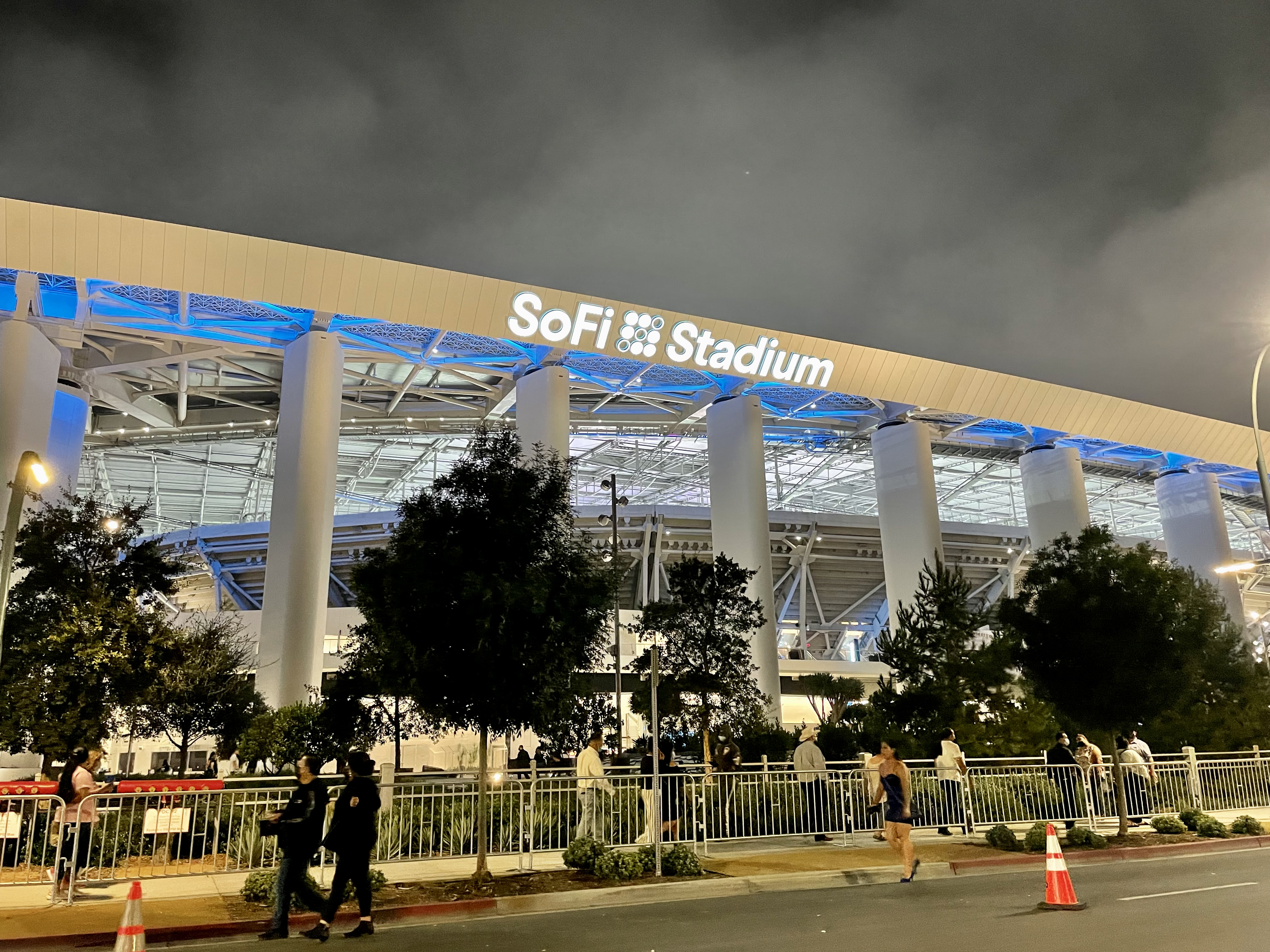
ورودی شرقی
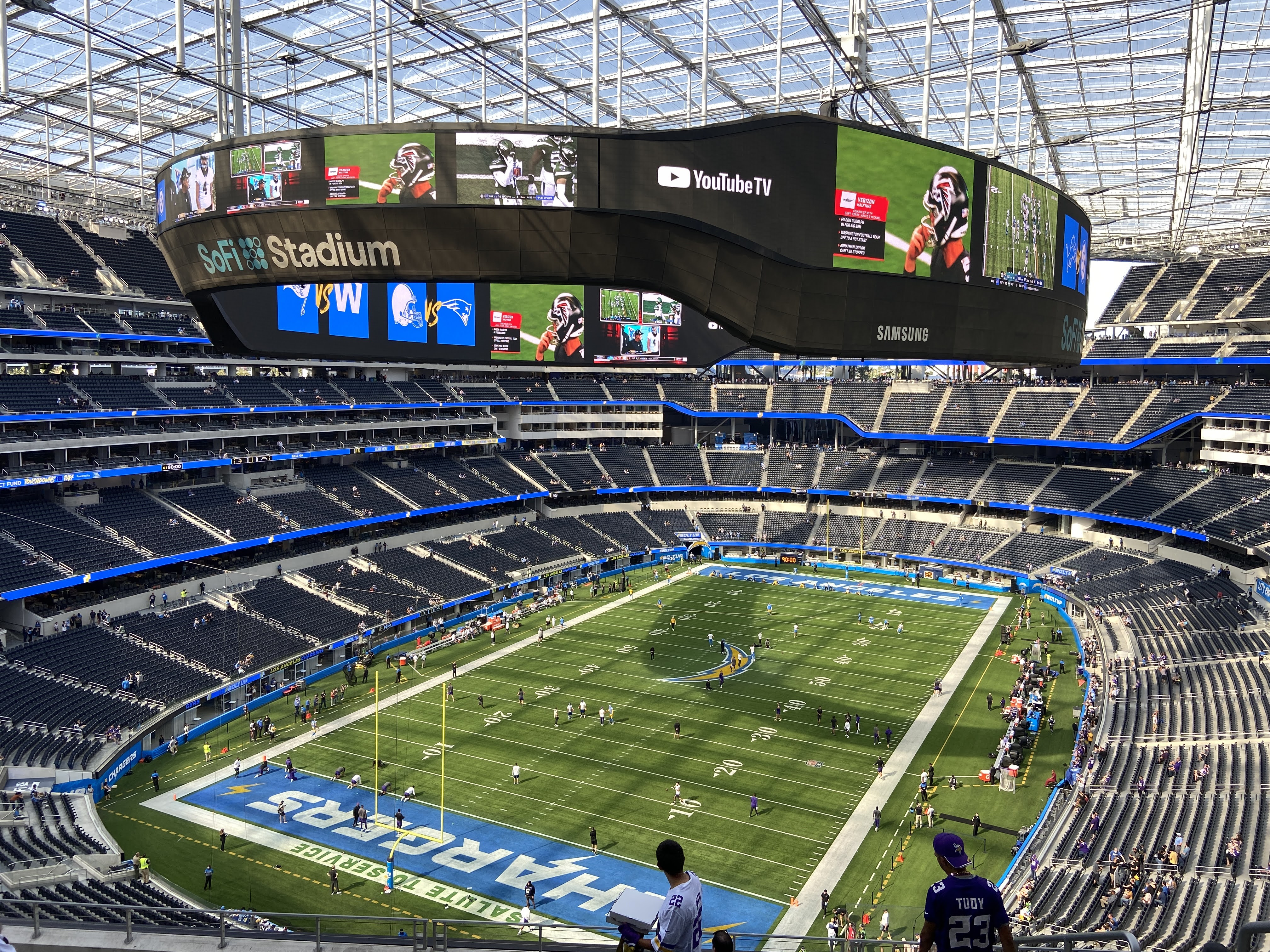
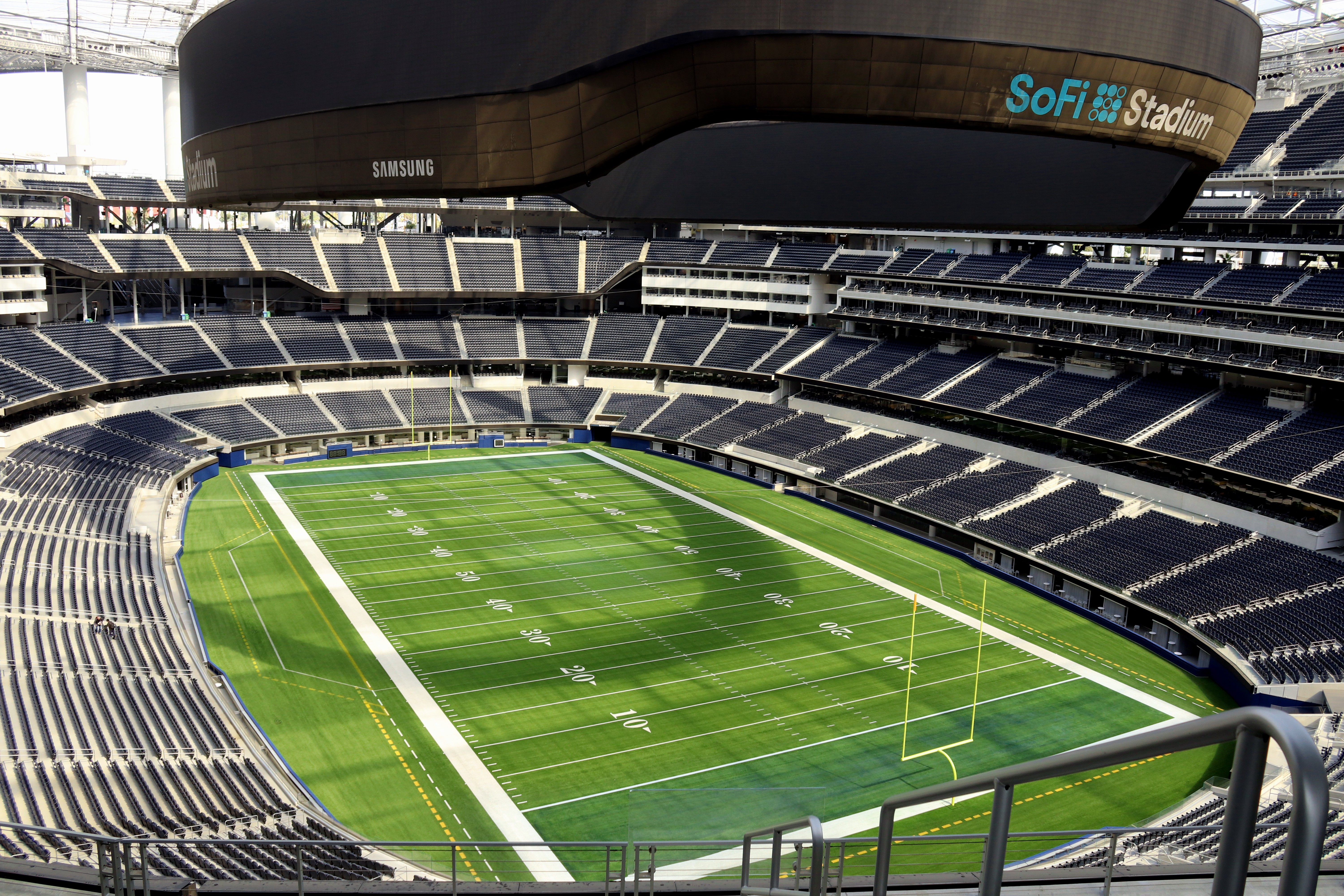